# オーストラリア潜水艦庁
オーストラリア潜水艦庁 (正式名称 : The Australian Submarine Agency, 略称 : ASA)は、原子力潜水艦タスクフォース (Nuclear-Powered Submarine Task Force, NPSTF)を前身とするオーストラリア政府の官庁である。オーストラリア・イギリス・アメリカの三国間軍事同盟であるAUKUSが設立されたことを受け、その同盟の柱であるオーストラリアの原子力潜水艦導入・維持管理・廃棄に係る業務を管掌する。潜水艦庁は国防省の外局として、また連邦政府省庁 (non-corporate Commonwelth entity, 法人格を有しない省庁。) として設置された。職員は文官・武官の両方が含まれ、イギリス人・アメリカ人を含む680名が在籍している。

## 潜水艦取得
潜水艦庁の目的はオーストラリアへの原子力潜水艦導入である。AUKUSを通じて、アメリカからバージニア級原子力潜水艦を3隻、イギリスと共同開発する新造のAUKUS級原子力潜水艦を5隻導入予定である。アメリカから導入予定の潜水艦として、デラウェア (USS Delaware, SSN-791)およびニュージャージー (USS New Jersey, SSN-796)の既存潜水艦が目されており、残りの1隻は建造中である。
AUKUS級原子力潜水艦は、現役のコリンズ級潜水艦を置き換える形で配備される予定である。

## 潜水艦の建造
潜水艦はオーストラリア南部アデレード近郊の都市、オズボーンにあるオズボーン海軍造船所が原子力潜水艦建造の候補地として期待されている。建造にあたっては、イギリスの防衛企業BAEシステムズ・サブマリンズが参画する。